# Liste der Denkmale der Gemeinde Rheurdt
Die Liste der Denkmale der Gemeinde Rheurdt enthält die denkmalgeschützten Bauwerke auf dem Gebiet der Gemeinde Rheurdt im Kreis Kleve in Nordrhein-Westfalen (Stand: 4. Oktober 2011). Diese Baudenkmäler sind in der Denkmalliste der Gemeinde Rheurdt eingetragen; Grundlage für die Aufnahme ist das Denkmalschutzgesetz Nordrhein-Westfalen (DSchG NRW).

In der Gemeinde Rheurdt gibt es insgesamt 54 Baudenkmale und vier Bodendenkmale. Vier Baudenkmale wurden wieder aus der Denkmalliste gestrichen.
Die Liste umfasst falls vorhanden eine Fotografie des Denkmals, falls vorhanden den Namen, sonst kursiv den Gebäudetyp, soweit bekannt die Ortschaft, in dem das Denkmal liegt, falls vorhanden die Adresse, eine kurze Beschreibung, das Datum der Eintragung in die Denkmalliste, die Bauzeit und die Listennummer der unteren Denkmalbehörde. Der Name entspricht dabei der Bezeichnung durch die Gemeinde Rheurdt. Abkürzungen wurden zum besseren Verständnis aufgelöst, die Typografie an die in der Wikipedia übliche angepasst und Tippfehler korrigiert. Die hier aufgeführte Liste gibt die Denkmalliste vom 4. Oktober 2011 wieder.

## Baudenkmale
| Bild                            | Bezeichnung | Lage                                          | Beschreibung | Bauzeit | Eingetragen seit                                        | Denkmal- nummer |
| ------------------------------- | --- | --------------------------------------------- | --- | --- | ------------------------------------------------------- | --------------- |
| Wohnhaus                        | Wohnhaus | Rheurdt Rathausstraße 32 Karte                | traufständiges Gebäude mit vorgelagerter Putzfassade aus dem 19. Jahrhundert                                                  | zweite Hälfte des 18. Jahrhunderts                                                                               | 2. Oktober 1984                                         | 1               |
| Altentagesstätte                | Altentagesstätte | Rheurdt Rathausstraße 57 Karte                | zweigeschossiges niederrheinisches Ackerbürgerhaus aus Backstein                                                              | 1744 | 2. Oktober 1984                                         | 2               |
| Windmühle                       | Windmühle | Rheurdt St. Nikolausweg Karte                 | | 1880 | 13. Juni 1985                                           | 3               |
| Rathaus                         | Rathaus | Rheurdt Rathausstraße 35 Karte                | zweigeschossiger, achtachsiger Backsteinbau unter Satteldach mit klassizistischer Putzfassade aus dem 19. Jahrhundert         | 1744 | 22. April 1986                                          | 4               |
| Wohn- und Geschäftshaus         | Wohn- und Geschäftshaus | Rheurdt Rathausstraße 2 Karte                 | zweigeschossiger, fünfachsiger Putzbau unter Satteldach mit Putzfassade                                                       | zweite Hälfte des 19. Jahrhunderts                                                                               | 22. April 1986                                          | 5               |
| Hofstelle                       | Hofstelle | Rheurdt Kaplaneistraße 1 Karte                | eingeschossiges, weißgeschlämmtes Backsteinhaus unter Walmdach                                                                | 1786 | 8. Juli 1987                                            | 7               |
| BW                              | Wohngebäude | Rheurdt Niederend 2 Karte                     | zweigeschossiger, vierachsiger Backsteinbau unter Walmdach mit barocker Putzrahmung                                           | 1746 | 3. November 1987                                        | 8               |
| Wohnhaus (Kartstelle)           | Wohnhaus (Kartstelle) | Rheurdt Niederend 20 Karte                    | eingeschossiges Backsteinhaus unter Krüppelwalmdach mit holländischen Giebeldreiecken sowie Backsteinscheune                  | 1811 | 3. November 1987                                        | 9               |
| BW                              | Wohngebäude | Rheurdt Niederend 37 Karte                    | zweigeschossiges, vierachsiges Backsteinhaus unter Satteldach                                                                 | Mitte des 18. Jahrhunderts                                                                                       | 3. November 1987                                        | 10              |
| Wohnhaus                        | Wohnhaus | Rheurdt Rathausstraße 22 Karte                | Bauernkate unter Krüppelwalmdach                                                                                              | spätes 17. Jahrhundert                                                                                           | 3. November 1987                                        | 13              |
| Wohnhaus                        | Wohnhaus | Rheurdt Rathausstraße 37 Karte                | fünfachsiges, weißgeschlämmtes Backsteinhaus unter Krüppelwalmdach                                                            | frühes 19. Jahrhundert                                                                                           | 9. November 1987                                        | 14              |
| BW                              | Hofstelle | Rheurdt Bahnstraße 47 Karte                   | dreiflügelige, weißgeschlämmte Backstein-Hofanlage mit einem zweigeschossigen, fünfachsigen Wohnhaus unter Krüppelwalmdach    | erste Hälfte des 19. Jahrhunderts                                                                                | 25. Januar 1988                                         | 15              |
| Hofstelle                       | Hofstelle | Schaephuysen Hauptstraße 26 Karte             | Vierseithof mit zweigeschossigem, weißgeschlämmten Backsteinwohnhaus                                                          | um 1800 | 25. Januar 1988                                         | 16              |
| weitere Bilder                  | Pfarrkirche St. Hubertus | Schaephuysen Hauptstraße 18 Karte             | dreischiffige, pseudobasilikale Backsteinkirche mit viergeschossigem Westturm und ⅝-Chorschluss                               | | 5. Oktober 1984                                         | 17              |
| Wohn- und Geschäftshaus         | Wohn- und Geschäftshaus | Schaephuysen Hauptstraße 34 Karte             | zweigeschossiger Backsteinbau                                                                                                 | Mitte des 19. Jahrhunderts                                                                                       | 15. Mai 1986                                            | 18              |
| BW                              | Wohn- und Geschäftshaus | Schaephuysen Tönisberger Straße 1 Karte       | zweigeschossiges, neunachsiges Wohn- und Geschäftshaus unter Satteldach                                                       | Ende des 19./Anfang des 20. Jahrhunderts                                                                         | 15. Mai 1986                                            | 19              |
| Bahnhofsgebäude Schaephuysen    | Bahnhofsgebäude Schaephuysen | Schaephuysen Vluyner Straße 36 Karte          | zweigeschossiger Backsteinbau unter Walmdach mit Zierklinkern im Jugendstil                                                   | Anfang des 20. Jahrhunderts                                                                                      | 15. Mai 1986                                            | 20              |
| Wohn- und Geschäftshaus         | Wohn- und Geschäftshaus | Schaephuysen Hauptstraße 22 Karte             | zweigeschossiges, achtachsiges Backsteinhaus unter Satteldach                                                                 | | 26. März 1987                                           | 21              |
| Wohngebäude                     | Wohngebäude | Schaephuysen Hauptstraße 28 Karte             | zweigeschossiges Ackerbürgerhaus unter Satteldach mit Backstein verblendet                                                    | zweite Hälfte des 19. Jahrhunderts                                                                               | 7. Juli 1987 (vorläufig) 30. Aug. 1994 (endgültig)      | 22              |
| BW                              | landwirtschaftliche Hofstelle | Rheurdt Moerser Straße 51 Karte               | vierflügelige Backsteinhofanlage mit zweigeschossigem Wohnhaus unter Krüppelwalmdach                                          | 1870 | 2. Oktober 1984                                         | 23              |
| BW                              | ehemalige Katstelle | Rheurdt Littardweg 2 Karte                    | niederrheinisches Hallenhaus mit Fachwerkgerüst in Ankerbalkenzimmerung und Backsteinwänden des 18. Jahrhunderts              | 17. Jahrhundert                                                                                                  | 2. Oktober 1984                                         | 24              |
| St. Quirinuskapelle             | St. Quirinuskapelle | Schaephuysen Finkenberg 35 Karte              | einschiffiger Backsteinbau mit Dachreiter und Chor                                                                            | 1714 | 5. Oktober 1984                                         | 25              |
| BW                              | Hofanlage Bonnhof | Schaephuysen Lind 42 Karte                    | zweigeschossiges, weißgeschlämmtes Backsteinwohngebäude                                                                       | Ende des 18. Jahrhunderts 19. Jahrhundert (Nebengebäude)                                                         | 15. Mai 1986                                            | 26              |
| BW                              | Wohngebäude | Schaephuysen Lind 56 Karte                    | zweigeschossiges, fünfachsiges Backsteinwohngebäude                                                                           | Mitte des 19. Jahrhunderts                                                                                       | 15. Mai 1986                                            | 27              |
| BW                              | Hof Beelen | Schaephuysen Lind 62 Karte                    | zweigeschossiges Backsteinwohngebäude mit Ziegelornamentierung                                                                | 19. Jahrhundert                                                                                                  | 15. Mai 1986                                            | 28              |
| BW                              | Hofstelle | Schaephuysen Saelhuysen 67 Karte              | zweieinhalbgeschossiges Backsteinwohngebäude                                                                                  | Mitte des 19. Jahrhunderts                                                                                       | 15. Mai 1986 5. Mai 1993                                | 29              |
| Hofstelle                       | Hofstelle | Schaephuysen Saelhuysen 3 Karte               | zweigeschossiges, sechsachsiges, verputztes Wohnhaus unter Walmdach mit Dreiecksgiebel und Stuckaturen des späten Jugendstils | erste Hälfte des 20. Jahrhunderts                                                                                | 19. Juni 1986                                           | 30              |
| BW                              | Hofstelle Junkershof | Rheurdt Finkenberg 38 Karte                   | Backsteinhofanlage mit zweigeschossigem Wohnhaus unter Satteldach und Nebengebäuden                                           | 18. Jahrhundert 19. Jahrhundert (Nebengebäude)                                                                   | 7. Juli 1987 (vorläufig) 30. August 1994 (endgültig)    | 31              |
| BW                              | Hof Beufken: Wohngebäude | Schaephuysen Lind 58 Karte                    | zweigeschossiger, vierachsiger, weißgeschlämmter Backsteinbau                                                                 | 18. Jahrhundert                                                                                                  | 7. Juli 1987 (vorläufig) 17. September 1990 (endgültig) | 32              |
| Wohn- und Geschäftshaus         | Wohn- und Geschäftshaus | Schaephuysen Saelhuysen 57 Karte              | zweigeschossiges Backsteingebäude mit Putz-/Backsteinfassadengliederung im neoromanischen Stil                                | Anfang des 20. Jahrhunderts                                                                                      | 7. Juli 1987 (vorläufig) 29. November 1994 (endgültig)  | 33              |
| BW                              | Hofstelle Seemannshof | Schaephuysen Lind 80 Karte                    | Backsteinhofanlage mit zweigeschossigem, siebenachsigem Herrenhaus mit Mezzaningeschoss unter Walmdach                        | 1721 (Eingangstor) 1770 (Backhaus)                                                                               | 14. Juli 1987                                           | 35              |
| zweigeschossiger Gartenpavillon | zweigeschossiger Gartenpavillon | Rheurdt Bundesstraße 60 Karte                 | exotisches Gartenhaus im indischen Baustil                                                                                    | frühes 19. Jahrhundert                                                                                           | 16. August 1989                                         | 36              |
| weitere Bilder                  | 1. Schloss Leyenburg 2. Backsteinremise 3. Parkanlage | Schaephuysen Leyenburg 3–5 Karte              | dreigeschossiger, siebenachsiger Putzbau unter Walmdach                                                                       | zweite Hälfte des 18. Jahrhunderts (Schloss) 1832 (Schlosserweiterung) frühes 19. Jahrhundert (Backsteinremisse) | 16. August 1989                                         | 37              |
| weitere Bilder                  | Pfarrkirche St. Nikolaus | Rheurdt Rathausstraße 51 Karte                | vierjochiges Backsteinlanghaus im neogotischen Stil mit viergeschossigem Westturm, einjochigem Querhaus und ⅜-Chorschluss     | 19. Jahrhundert                                                                                                  | 21. März 1989                                           | 38              |
| BW                              | Petruskapelle | Schaephuysen Lind 66 Karte                    | Feldbrandkapelle | 1695 | 4. Februar 1993                                         | 39              |
| BW                              | Weiershof | Rheurdt Kengen 22 Karte                       | Backsteinhofanlage mit zweigeschossigem, sechsachsigem Wohnhaus unter Satteldach                                              | zweite Hälfte des 19. Jahrhunderts                                                                               | 15. März 1994                                           | 40              |
| Wohnhaus der Hofanlage Mangen   | Wohnhaus der Hofanlage Mangen | Schaephuysen Saelhuysen 23 Karte              | Wohnhaus mit klassizistischem Putz unter Satteldach                                                                           | spätes 19. Jahrhundert                                                                                           | 26. Mai 1994                                            | 41              |
| BW                              | Hochkreuz auf dem Kirchenfriedhof Schaephuysen | Schaephuysen Hauptstraße Karte                | neugotisches Hochkreuz aus Sandstein                                                                                          | 1859/1860 | 11. April 1991                                          | 42              |
| Wohngebäude                     | Wohngebäude | Schaephuysen Hauptstraße 15 Karte             | zweigeschossiges, siebenachsiges Ackerbürgerhaus aus Backstein unter Satteldach                                               | zweite Hälfte des 19. Jahrhunderts                                                                               | 30. August 1994                                         | 43              |
| BW                              | Wohnhaus eines Bauernhofes | Rheurdt Niederend 71 Karte                    | zweigeschossiges Wohnhaus mit Putz-/Klinkerfassade unter Satteldach im Jugendstil                                             | um 1810–1815 | 30. August 1994                                         | 44              |
| BW                              | Wohnhaus mit Anbau | Rheurdt Niederend 74 Karte                    | zweigeschossiges, verputztes, sechsachsiges Bauernhaus in T-Form unter Krüppelwalmdach                                        | Ende des 18./Anfang des 19. Jahrhunderts                                                                         | 30. August 1994                                         | 45              |
| BW                              | zweigeschossiges Wohnhaus der Hofanlage | Schaephuysen Sandbruch 4 Karte                | zweigeschossiges, sechsachsiges Wohnhaus eine vierflügelige Backsteinhofanlage mit Putz-/Klinkerfassade                       | zweite Hälfte des 19. Jahrhunderts                                                                               | 29. November 1994                                       | 46              |
| BW                              | Kürmannshof | Rheurdt Bergdahlsweg 172 Karte                | vierflügelige Backsteinhofanlage mit zweigeschossigem, fünfachsigem Wohnhaus                                                  | Ende des 19. Jahrhunderts                                                                                        | 21. Februar 1995                                        | 47              |
| Wohnhaus der Hofanlage          | Wohnhaus der Hofanlage | Schaephuysen Saelhuysen 17 Karte              | vierflügelige Backsteinhofanlage mit zweigeschossigem, siebenachsigem Wohnhaus im Jugendstil                                  | 1872 | 22. Mai 1995                                            | 48              |
| Wohnhaus der Hofanlage          | Wohnhaus der Hofanlage | Schaephuysen Saelhuysen 95 Karte              | vierflügelige Backsteinhofanlage mit zweigeschossigem, fünfachsigem Wohnhaus mit Backstein-Farbklinkerfassade                 | 1900 | 22. Mai 1995                                            | 49              |
| BW                              | Wegekreuz bei Lind 24 | Schaephuysen Landesstraße 478 / Lind 24 Karte | Holzkreuz mit Holzkorpus | spätes 19. Jahrhundert                                                                                           | 31. Oktober 1997                                        | 50              |
| BW                              | Wegekreuz Kengen | Rheurdt Bundesstraße 510 / Kengen 4 Karte     | Holzkreuz mit Metallkorpus | um 1900 | 31. Oktober 1997                                        | 51              |
| Ehrenmal Rheurdt                | Ehrenmal Rheurdt | Rheurdt Rathausstraße / Kirchstraße Karte     | Steinplatte, Soldat und Drachen aus Sandstein                                                                                 | um 1920 | 31. Oktober 1997                                        | 52              |
| BW                              | Kirchenkreuz neben dem Ehrenmal Rheurdt | Rheurdt Rathausstraße / Kirchstraße Karte     | Sandsteinkreuz | 1899 | 31. Oktober 1997                                        | 53              |
| Wegekreuz                       | Wegekreuz | Rheurdt Wallstraße/Oberweg Karte              | Kreuz mit Holzkorpus | Ende des 19. Jahrhunderts                                                                                        | 31. Oktober 1997                                        | 54              |
| Straßenfassade des Wohnhauses   | Straßenfassade des Wohnhauses | Rheurdt Aldekerker Straße 4 Karte             | zweigeschossiges, fünfachsiges Backsteinhaus mit aufgeputzten Zierelementen unter Satteldach                                  | Ende des 19./Anfang des 20. Jahrhunderts                                                                         | 10. Februar 1998                                        | 55              |
| Wohnhaus der Hofanlage          | Wohnhaus der Hofanlage | Schaephuysen Saelhuysen 80 Karte              | zweigeschossiges, fünfachsiges Wohnhaus unter Satteldach                                                                      | um 1880 | 10. Februar 1998                                        | 56              |
| Wohnhaus der Hofanlage          | Wohnhaus der Hofanlage | Schaephuysen Hauptstraße 38 Karte             | zweigeschossiges, siebenachsiges Wohnhaus unter Satteldach mit klassizistischen Zierelementen                                 | um 1850/1860 | 20. Mai 1999                                            | 57              |
| BW                              | Teile der Hofanlage: das Wohnhaus an der Westseite, den zweigeschossigen Quertrakt an der Nordseite sowie die Längstennenscheune in dem vorderen Teil an der Ostseite | Rheurdt Kengen 38 Karte                       | vierflügelige, weißgeschlämmte Backsteinhofanlage mit Wohnstallhaus (Hallenhaus), Quertrakt und Scheune                       | 1836 | 20. Mai 1999                                            | 58              |

### Ehemalige Baudenkmale
| Bild                 | Bezeichnung              | Lage                             | Beschreibung                                                                         | Bauzeit                            | Eingetragen seit                         | Denkmal- nummer |
| -------------------- | ------------------------ | -------------------------------- | ------------------------------------------------------------------------------------ | ---------------------------------- | ---------------------------------------- | --------------- |
| BW                   | Wohnhaus                 | Rheurdt Henningsweg 1 Karte      | eingeschossige, verputzte Backsteinkate unter Krüppelwalmdach - Wohnhaus (Katstelle) | 18. Jahrhundert                    | 7. Juli 1987 18. März 1992               | 6               |
| Wohnhaus (Katstelle) | Wohnhaus (Katstelle)     | Rheurdt Rathausstraße 1 Karte    | weißgeschlämmte, giebelständige Backsteinkate                                        | 18. Jahrhundert                    | 3. November 1987 30. Oktober 2009        | 11              |
| BW                   | Wohn - und Geschäftshaus | Rheurdt Rathausstraße 21 Karte   | zweigeschossiges Wohnhaus unter Krüppelwalmdach                                      | 18. Jahrhundert                    | 3. November 1987 10. Januar 2008         | 12              |
| BW                   | Hofstelle                | Schaephuysen Saelhuysen 21 Karte | zweigeschossiges, fünfachsiges Wohnhaus                                              | zweite Hälfte des 19. Jahrhunderts | 8. Juli 1987 (vorläufig) 30. August 1994 | 34              |

## Bodendenkmale
| Bild | Bezeichnung                                        | Lage                                                      | Beschreibung | Bauzeit | Eingetragen seit | Denkmal- nummer |
| ---- | -------------------------------------------------- | --------------------------------------------------------- | ------------ | ------- | ---------------- | --------------- |
|      | Mühlengraben der ehemaligen Wassermühle Sassenrath | Rheurdt Gemarkung Rheurdt, Flur 2, Flurstücke 276 und 279 |              |         | 15. Mai 1986     | 1               |
|      | Mühlengraben der ehemaligen Wassermühle Sassenrath | Rheurdt Gemarkung Rheurdt, Flur 2, Flurstück 182          |              |         | 15. Mai 1986     | 2               |
|      | Mühlengraben der ehemaligen Wassermühle Sassenrath | Rheurdt Gemarkung Rheurdt, Flur 3, Flurstück 64           |              |         | 15. Mai 1986     | 3               |
|      | Mühlengraben der ehemaligen Wassermühle Sassenrath | Rheurdt Gemarkung Rheurdt, Flur 3, Flurstück 146          |              |         | 15. Mai 1986     | 4               |